# 波旁-帕爾馬的艾莉絲 (1849-1935)
波旁-帕爾馬的艾莉絲（義大利語：Alice di Borbone-Parma，1849年12月27日—1935年1月16日），帕爾馬公爵卡洛三世的次女，末代公爵羅貝托一世的妹妹。

## 家庭
1868年，艾莉絲和已退位的托斯卡納大公費迪南多四世結婚，兩人共有5子5女：
- 利奧波德·斐迪南（1868年—1935年）
- 路易絲（1870年—1947年）
- 約瑟夫·斐迪南（1872年—1942年）
- 彼得·斐迪南（1874年—1948年）
- 海因里希·斐迪南大公（1878年—1969年）
- 安娜·瑪麗亞·特麗莎（1879年—1961年）
- 瑪格麗塔（1881年—1965年）
- 日耳曼娜（1884年—1955年）
- 羅貝托·薩爾瓦多（1885年—1895年），早逝
- 阿格妮絲·瑪麗亞（1891年—1945年）